# 北条繁広
北条 繁広（ほうじょう しげひろ）は、安土桃山時代・江戸時代初期の後北条氏一族。
兄である下総国岩富藩主・北条氏勝の養子となる。子に北条氏長（正房）。新蔵、新左衛門。新左衛門尉。

## 生涯
北条氏繁の五男、あるいは四男（三男とする史料もある）。母は北条氏康の娘・七曲殿とされているが、年齢的に違うとされる。
小田原征伐では兄とともに伊豆国山中城で奮戦するが、敗退して相模国玉縄城で徳川家康に降伏した。
家康に一旦は仕えたものの、嫡男を失った氏勝に乞われてその養子となり、兄の下総国岩富城に入る。しかし、これに対して不満を抱く家臣もおり、慶長16年（1611年）に氏勝が死亡すると、反対派は秘かに家康の甥にあたる氏重を養子に迎えて家督を継がせる。これに激怒した繁広は家康に訴訟した。
慶長17年（1612年）6月8日、駿府で死去した。39歳。法名は常知。泰清院殿恵雲常智大居士。
家康は繁広の4歳になる嫡男・北条氏長を召し出して別個に500俵取の旗本として遇した。氏長は後に甲州流軍学の学者として有名になり、軍学北条流兵法の始祖とされた。
菩提寺は鎌倉市大長寺（祖父・北条綱成開基の寺）で、大河内松平家の菩提寺でもある。